# تپه خوله کون
تپه خوله کون مربوط به اواسط هزاره اول - دوران‌های تاریخی پس از اسلام است و در شهرستان بیجار، بخش مرکزی، روستای پرگشاد واقع شده و این اثر در تاریخ ۸ مرداد ۱۳۸۱ با شمارهٔ ثبت ۵۹۲۵ به‌عنوان یکی از آثار ملی ایران به ثبت رسیده است.